# Pepe Biondi
José «Pepe» Biondi (Buenos Aires, 4 de septiembre de 1909-Buenos Aires, 4 de octubre de 1975) fue un humorista, acróbata y artista de variedades argentino que trabajó en el circo, en teatro, cine y televisión. Para la crítica y el público, Biondi fue uno de los más grandes cómicos argentinos, quien se destacó por su humor inocente y payasesco.

## Biografía
Hijo de José Biondi y Ángela Cavalieri, inmigrantes napolitanos de origen humilde, nació como el tercero de ocho hermanos en el barrio de Barracas, del que tras una breve estadía se mudaron a Remedios de Escalada (Lanús), por entonces partido de Lomas de Zamora.
En 1934 conoció y se enamoró de María Teresa Moraca, con la que después de un corto noviazgo se casó y con la que tuvo una sola hija llamada Margarita, que estuvo casada con el actor y locutor Pepe Díaz Lastra.
Después de varias operaciones en su pierna, donde se le había detectado una obstrucción arterial, Biondi falleció en Buenos Aires, el 4 de octubre de 1975.

### El circo
De niño, en un baldío adyacente a su casa, se instaló el circo Anselmi, uno de cuyos integrantes, el negro de origen brasileño Juan Chocolate Bonamorte, vio a Pepe haciendo morisquetas y acrobacias. Pidió y obtuvo la autorización familiar para incorporar al chico de siete años como aprendiz de acróbata. 
El payaso Chocolate es recordado por las feroces palizas que propinaba al joven Pepe, siendo la más dramática la que se dio una madrugada en la que Pepe no quiso madrugar para ensayar argumentando que hacía mucho frío en la carpa aquella mañana invernal. Chocolate, estando ebrio, se puso furioso por la rebeldía de su protegido y, al grito de «¡atrevido!», levantó a Pepe de los pelos. Lo llevó a rastras a la carpa y le azotó con un rebenque que se usaba para los caballos del circo hasta hacerlo sangrar. Finalmente coronó la golpiza con un golpe de puño certero en la boca del estómago que dejó sin aire a Pepe hasta hacerlo poner morado. Un médico que pasaba por el lugar logró salvarlo haciéndole maniobras de resucitacion certeras.
Cuando el circo partió de gira, su familia jamás imaginó que no lo verían en los próximos años. Al poco tiempo empezaron los problemas, ya que mientras lo entrenaba, el payaso Chocolate le propinaba terribles palizas. Como consecuencia, Pepe tendría hemorragias urinarias que en su madurez comprometerían su salud. Cinco años después, y aprovechando un reencuentro con sus padres, abandonó el circo, cansado de las terribles golpizas.
De regreso en Buenos Aires, trabajó un tiempo de canillita (vendedor callejero de diarios) hasta que Napoleón Seth, un payaso legendario, le propuso incorporarlo a su rutina y formar un dúo. Durante un par de años, Pepe –que siempre prefirió las acrobacias– fue aprendiendo el oficio de payaso a la vez que se presentaban por varios circos, con moderado éxito; hasta que Pepe propuso insistentemente incorporar acrobacias a la rutina pero, ante la negativa del veterano payaso, el dúo se separó.
Meses después, gracias a una recomendación, conoció a Peter, un acróbata de escuela circense. Con él formaron un dúo cómico, presentándose en cabarés y teatros de Buenos Aires y Montevideo. Luego de un año y medio de actuaciones sin cosechar el éxito que esperaban, decidieron dar por finalizado el proyecto.

### Dúo con Dick
Pepe tenía en claro su preferencia por el circo y, de visita en uno, conoció a un inmigrante ruso apodado Dick (Bernardo Zalman Ber Dvorkin), quien sería su compañero artístico durante veintitrés años. El dúo resultaría incomparable. A medida que mudaban de escenario en locales de Buenos Aires, adaptaban el humor para entretener a un público más noctámbulo y picaresco. Muy conocidos, llegaron al teatro Cosmopolita, donde obtuvieron gran éxito. 
Más tarde, obtendrían uno de los éxitos más resonantes de su carrera parodiando los espectáculos de catch que hacían furor por esos tiempos en Buenos Aires, hasta que, durante una gira por Chile, el cómico sufrió un grave accidente en la columna y ya no volvería a hacer acrobacias. 
Biondi y Dick armaron entonces un nuevo espectáculo en el que reemplazaban las volteretas con sonoras cachetadas y chistes picarescos. Fue este espectáculo el que les abrió las puertas de todos los casinos, clubes nocturnos y cabarés de Hispanoamérica y España.
A fines de la década de 1940, el dúo realizó una importante gira por México, donde compartieron escena con la bailarina Joséphine Baker. Luego de tres meses y medio de éxito, fueron a La Habana (Cuba), donde participaron en un programa radial y actuaron con un espectáculo de variedades antes de la emisión de una película en el cine.

## En la televisión
En 1952, debutaron en la televisión de Cuba, donde les ofrecieron una prueba por cuatro programas para hacer lo mismo que en el teatro pero acotado a un bloque largo. El éxito fue tal que lograron un programa especial exclusivo.
Si bien les costó adaptar su creatividad a ese ritmo abrumador de guiones e ideas cómicas, el dúo se institucionalizó en la televisión cubana y en julio de 1953 alcanzaron su mayor éxito: El show de Dick y Biondi, que iba los miércoles en el horario central de las 21.30.
En Cuba, el 23 de febrero de 1958, el M-26-7 había sido noticia el 23 de febrero de 1958 al secuestrar al piloto argentino Juan Manuel Fangio, quíntuple campeón mundial de Fórmula 1, y este hecho los situó en las primeras planas. A partir de ese éxito, el castrismo pensó en repetir el mecanismo y uno de sus colaboradores, el arquitecto Cesáreo Fernández, propuso dar un doble golpe: secuestrar a Enrique Santiesteban, un famoso actor cubano, y a Pepe Biondi. 
El jueves 4 de septiembre de 1958, el actor argentino esperaba el festejo hogareño por su cumpleaños. Pero al salir de su vivienda hacia el canal, un miembro del M-26-7, Martínez Bello, le mostró una pistola calibre 45 que escondía entre su ropa al tiempo que revelaba las intenciones del grupo: “Somos del M-26 y no queremos que la gente ría hoy”. Así, Biondi fue secuestrado para empañar una fecha festiva del régimen de Fulgencio Batista, con el lema «Esta noche Cuba no debe reír», aunque el secuestro duró apenas unas horas y no se pidió rescate, ya que el objetivo se cumplió cuando llegaron las 20.30, hora en que debía comenzar el programa y el público se encontró con una serie de dibujos animados. Desde el canal, todavía ignorando lo sucedido, debieron excusarse por la ausencia de la estrella aduciendo que había sufrido un cólico renal. Mientras tanto, el siguiente paso de los captores era garantizar la integridad del artista y regresarlo en forma segura. Una de las dudas del M-26 cuando secuestraron a Fangio fue la posibilidad de que, si lo liberaban en cualquier lugar, las fuerzas de Batista lo asesinaran para echarles la culpa de su muerte. Por eso lo entregaron al embajador argentino, el Contraalmirante Raúl Aureliano Lynch y Frías. Al llegar a su casa, Pepe les dijo a su esposa, su hija y su yerno, que se tenían que marchar de allí. Su mujer le recordó que debía cumplir el contrato, y Biondi acordó: "Lo voy a respetar, pero después, nos vamos". Margarita y Pepe Díez Lastra se fueron al poco tiempo que asumió el poder Fidel Castro, a principios de 1959, en barco y rumbo a Buenos Aires.
De regreso en Buenos Aires, el empresario cubano Goar Mestre, convertido en el flamante dueño de Canal 13, brindó a Biondi un verdadero espaldarazo en la naciente TV local con el horario central (viernes a las 21:30), y un gran elenco que incluía a Pepe Díaz Lastra, Mario Fortuna, María Esther Corán, Armando Quintana, Mario Savino, Lita Landi, Leonor Onis, Carlos Scazziotta, Carmen Morales y una adolescente Luisina Brando, entre otros.
El 7 de abril de 1961 debutó en directo con su programa Viendo a Biondi. Se destacó con sus breves sketches de humor transparente y alcanzó el pico de audiencia más altos de la historia de la televisión argentina hasta hoy. El programa permaneció durante once temporadas en el aire con gran éxito.
En el verano del 1972, trabajó en Mar del Plata junto a Carlitos Balá, en el Palacio de los Deportes. Actuó de un viejo payaso, oficio que nunca olvidó y por el que trascendió como artista. Entrado marzo y ante el llamado trunco de las autoridades del canal de Constitución para renovar su contrato, discontinuó su programa de televisión Viendo a Biondi, que tantas gratificaciones le había dado.
Mantuvo amistad con grandes artistas de la época como Luis Sandrini, José Marrone, Capulina, Cantinflas, los payasos Gaby, Fofo y Miliki y el mismísimo Carlos Balá.
Es allí donde Canal 11, en su ciclo Premier 70, lo convocó para hacer un especial de televisión de dos horas, al que llamó Biondirama y que fue emitido el viernes 26 de octubre de 1973 y que nunca más se volvió a ver. Pepe Díaz Lastra, María Esther Corán, Leonor Onis, Juan Carlos Duggan y Tito Mendoza, entre otros, lo secundaron.

## Programas de TV

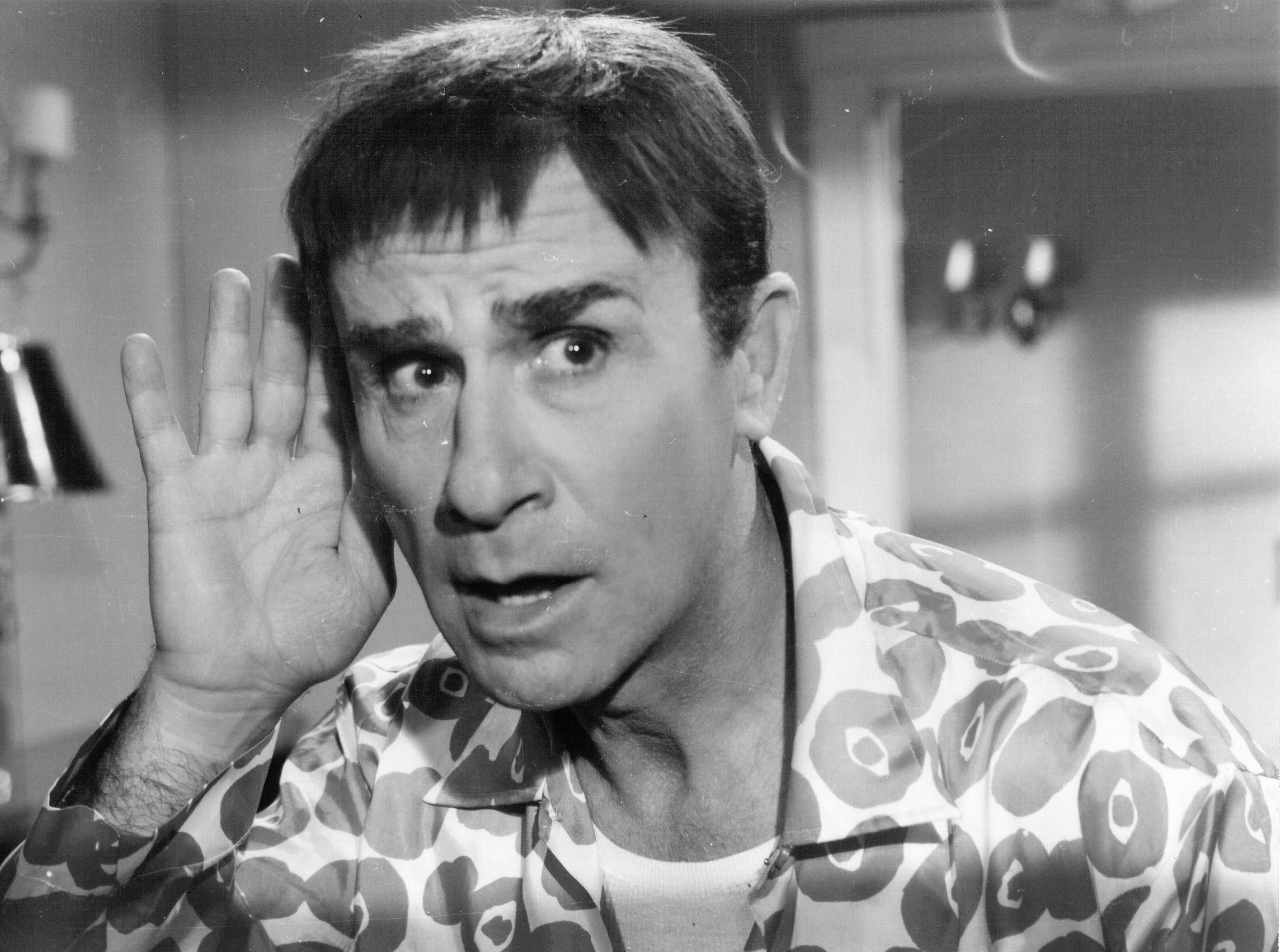
Biondi en su filme Patapúfete (1967)

- El show de Dick y Biondi (1935-1956). Biondi y su socio Dick (Bernardo Zalman) obtuvieron un gran reconocimiento por sus acrobacias y malabares en sus giras por Latinoamérica, en especial por Cuba.
- El show de Pepe Biondi (1956-1958). Fue el primer programa cómico por varios años de la televisión cubana.
- Viendo a Biondi (1961-1969). Emitido durante 11 años por Canal 13. Pepe escribió varios centenares de cortos sketches cómicos (con mucho de circo) y gags muy aclamados.
- Festibiond (1970). Emitido por Canal 13.
- Biondirama (26 de octubre de 1973). Emitido por Canal 11.

## Radio
- 1950: La caravana del Buen Humor, programa dirigido por Tito Martínez del Box.

## Vida privada
En 1934 conoce a la cancionista María Teresa Moraca (conocida como Zita Mora), famosa en Radio del Pueblo, con quien se casa y tiene una hija llamada Margarita Biondi, quien les dio dos nietos junto al actor Pepe Díaz Lastra.

## Problemas de salud y fallecimiento
Fumador de años, ese vicio le provocó grandes consecuencias en sus piernas. Presentaba una claudicación intermitente debido a una arteriosclerosis arterial de los miembros inferiores. En 1966 debió ser operado en la ciudad de Texas, Estados Unidos, donde se le realizó un injerto de la aorta abdominal. Debió ser controlado a los seis años de ser efectuado, para lo cual se le realizó una larga intervención de casi siete horas. El 18 de mayo de 1975 debió ser internado de urgencia en el Instituto del Diagnóstico por una apertura del injerto, aunque la hemorragia no fue mayor, debido a que Biondi recurrió de inmediato a su médico ante los primeros síntomas. Falleció poco después, el 4 de octubre de 1975, a los 66 años de edad. Sus restos descansan en el cementerio municipal de Lanús.

## Filmografía
| Año  | Título                  | Director           | Guion             |
| ---- | ----------------------- | ------------------ | ----------------- |
| 1939 | Cándida                 | Luis Bayón Herrera |                   |
| 1940 | De México llegó el amor | Richard Harlan     | Ariel Cortazzo    |
| 1940 | Flecha de oro           | Carlos Borcosque   | Eduardo G. Ursini |
| 1953 | Mi papá tuvo la culpa   |                    | José Díaz Morales |
| 1954 | Me gustan todas         |                    | Antonio Paso Díaz |
| 1964 | El desastrólogo         | Carlos Rinaldi     | Golo y Guille     |
| 1967 | Patapúfete              | Julio Saraceni     | Rolando Álvarez   |

## Libros
El 23 de mayo de 2019, Leonardo Mauricio Greco presentó su libro Pepe Biondi, el campeón del humor, biografía del astro cómico argentino, en Alianza Francesa (Palermo) a sala llena, con la presencia de Margarita Biondi, hija del actor, sus hijos, Marcelo y Jorge Díaz, la actriz Mariquita Gallegos, el conductor Silvio Soldán, Rosa «Coqui» Marrone, Oscar Coronel y otros. Se proyectó un video con el testimonio de la actriz Luisina Brando, quien fuera considerada «la chica Biondi», durante los cuatro primeros años del programa Viendo a Biondi. Para su programa La Gran Vidriera, Gallegos entrevistó a Greco.